# 슈퍼볼 XLVII

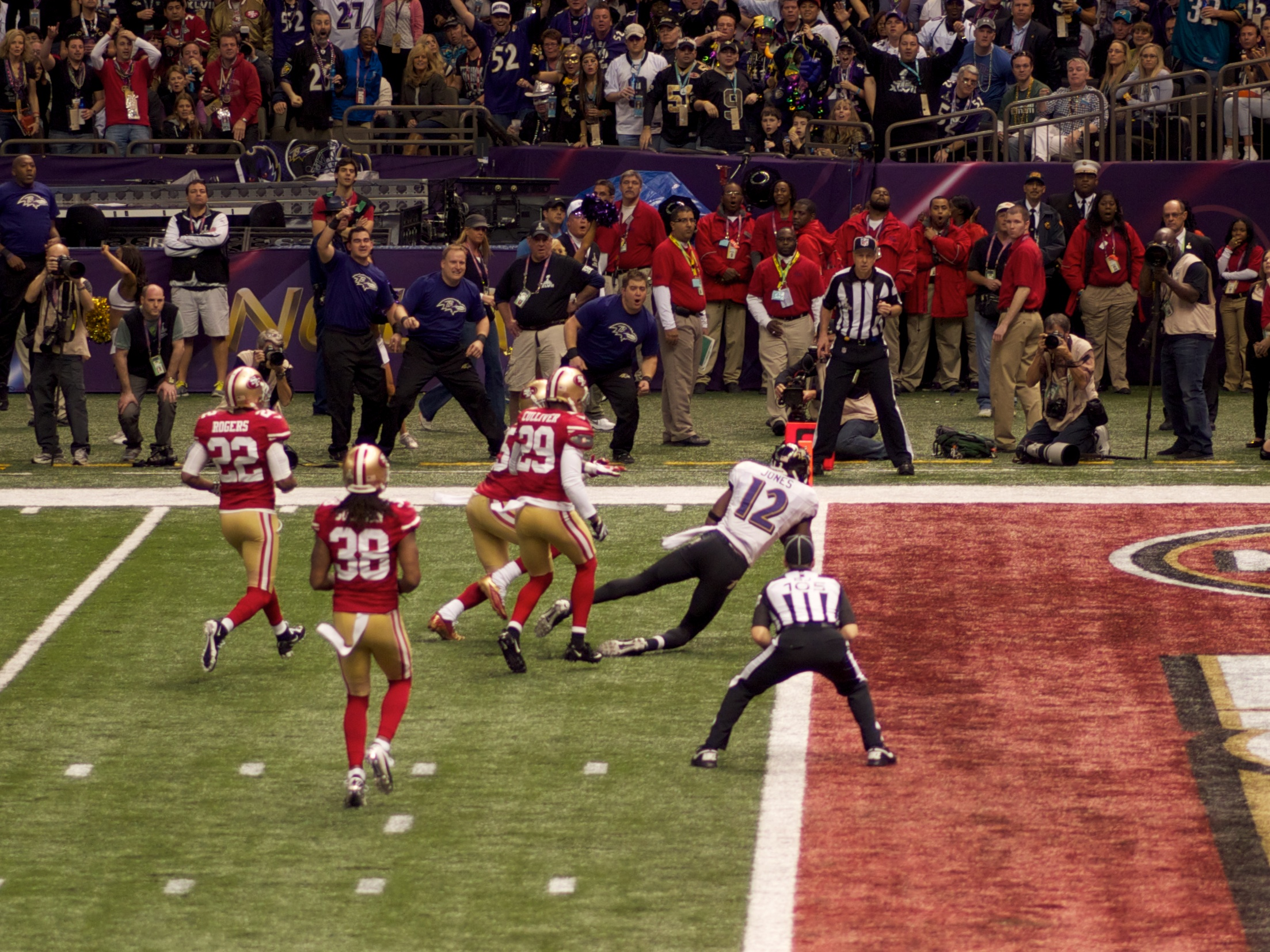

슈퍼볼 XLVII는 뉴올리언스의 메르세데스-벤츠 슈퍼돔에서 열린 슈퍼볼 경기이다. 앨리샤 키스가 국가, 비욘세가 공연을 하였다. 결과는 볼티모어 레이븐스가 샌프란시스코 포티나이너스를 34-31로 이겼다. 중간에 35분간의 정전사태도 있었다. MVP는 쿼터백 조 플라코이다. 레이 루이스의 마지막 경기이기도 하였다. 71퍼센트가 보아 가장 시청률이 높은 슈퍼볼이다. 형제 감독간의 대결 (짐 하버 VS 존 하버)였다.